# Anton Kokalj (politik)
Anton Kokalj, slovenski politik, poslanec, župan, univ. dipl. elektrotehnike in pedagog, * 18. julij 1960, Topolje.

## Življenjepis
Anton Kokalj, član stranke Nove Slovenije (NSi), je bil leta 2004 izvoljen v Državni zbor Republike Slovenije; v tem mandatu je bil član naslednjih delovnih teles:
- Odbor za notranjo politiko, javno upravo in pravosodje,
- Ustavna komisija in
- Odbor za zadeve Evropske unije (predsednik).

Bil je tudi predsednik skupin prijateljstva z Japonsko, Avstralijo in Veliko Britanijo, član skupin prijateljstva z Grčijo, Irsko, Litvo, Malto, Mehiko, Romunijo, ZDA, ter član delovne skupine za Afriko.
Na državnozborskih volitvah leta 2008 je kandidiral na listi Nove Slovenije v škofjeloškem okraju (kranjska volilna enota), a ni bil izvoljen.
Na državnozborskih volitvah leta 2011 je kandidiral na listi NSi, a ni bil izvoljen.
Dva mandata je bil župan občine Vodice.
Sedaj poučuje v Srednji poklicni šoli Bežigrad ter Višji strokovni šoli Ljubljana.
Aktivno se ukvarja s spodbujanjem podjetništva mladih.